# Herz-Jesu-Kirche (Berlin-Tegel)
Die katholische Herz-Jesu-Kirche (ⓘ) in der Brunowstraße 37 im Berliner Ortsteil Tegel des Bezirks Reinickendorf ist ein mit roten Ziegeln verblendeter Mauerwerksbau mit seitlich quadratischem Turm. Das Kirchenschiff im Stil einer Basilika wird von eigenen Baukörpern eines polygonalen Hauptchors und eines polygonalen Kapellenanbaus abgeschlossen. Die Kirche gehört zum Dekanat Berlin-Reinickendorf im Erzbistum Berlin und steht unter Denkmalschutz.

## Geschichte
Die ersten Katholiken dürften 1835 nach Tegel gekommen sein, nachdem der Fabrikant Franz Anton Egells dort einen Produktionsbetrieb eröffnet hatte. Auch August Borsig, der, nachdem er bei Egells von 1827 bis 1837 beschäftigt war, sich selbstständig gemacht hatte, verlegte 1896 seine Werke vom Wedding nach Tegel, was dort die Ansiedlung weiterer katholischer Arbeiter zur Folge hatte. Die ländliche Vergangenheit Tegels hatte ein Ende, als 1881 eine Pferdeomnibuslinie nach Tegel eingerichtet und 1893 auch die Station Tegel der Kremmener Bahn eröffnet worden war.
In Tegel gab es zwar noch keine katholische Kirche, dennoch wurde das heilige Messopfer in einem ungenutzten Raum eines Schulhauses abgehalten, erstmals am 4. Juli 1894 von einem Dominikaner-Pater von St. Paulus aus Moabit. Wegen Eigenbedarfs wurde das Zimmer in der Schule gekündigt, sodass ab 16. April 1899 für sechs Jahre der Gottesdienst im Tanzsaal eines Restaurants abgehalten wurde. Anfangs wurde die Messe nur einmal im Monat gefeiert, später dann am 1. und 3. Sonntag. An den gottesdienstfreien Sonntagen ging, wer wollte, rund acht Kilometer nach Reinickendorf in die Residenzstraße 90/91 in die Kapelle des Klosters, das die Kongregation der Schwestern vom Guten Hirten 1887 gegründet hatten. Heute befindet sich dort das Kinder- und JugendHaus vom Guten Hirten der 1976 gegründeten Caritas Familien- und Jugendhilfe.
In Tegel wurde ein Katholischer Verein gegründet. Nachdem er 1.000 Mark gesammelt hatte, wandte er sich an Kardinal Georg von Kopp, Bischof des Bistums Breslau, zu dem Tegel damals gehörte, mit der Bitte um Geld für den Kirchenbau. 9.000 Mark wurden bewilligt, sodass 1902 ein 2367 m2 großes Grundstück unweit des historischen Ortskerns erworben werden konnte, 32.000 Mark wurden als Hypothek eingetragen.
Der Grundstein zur Kirche wurde am 14. August 1904 durch Erzpriester Kuborn aus Lichtenberg gelegt; die Festansprache hielt Kaplan Bernhard Lichtenberg. Die feierliche Benediktion der Kirche erfolgte am 7. Mai 1905 durch Erzpriester Frank Berlin. 1913 wurde auch das Pfarrhaus gebaut.
Bis 1901 gehörte Tegel pfarrlich zu Reinickendorf. Dann wurde Velten von Reinickendorf abgetrennt, und nun gehörte Tegel zu Velten. 1906 bekam die damals etwa 2000 Mitglieder zählende Gemeinde ihren ersten ständigen Geistlichen. Fürstbischof Adolf Bertram von Breslau errichtete zum 1. März 1909 die Kuratie-Gemeinde Tegel. Am 1. Juni 1920 wurde Tegel selbstständige Pfarrei.
Wegen des Anwachsens der Bevölkerung wurde St. Joseph in Tegel-Nord 1933 ausgegliedert, St. Marien in Heiligensee 1937, Allerheiligen in Borsigwalde 1938 und St. Bernhard in Tegel-Süd 1952. Am 1. Juli 2004 wurden die Gemeinden St. Joseph und St. Marien wieder angegliedert. Allerheiligen und St. Bernhard fusionierten etwa zeitgleich zur Gemeinde St. Bernhard. Konradshöhe und Tegelort auf der anderen Seite des Tegeler Sees gehören zu Herz Jesu.
Die Kirche wurde am 16. Juni 1936 konsekriert. Im Zweiten Weltkrieg wurde die Kirche nur leicht beschädigt.

## Architektur

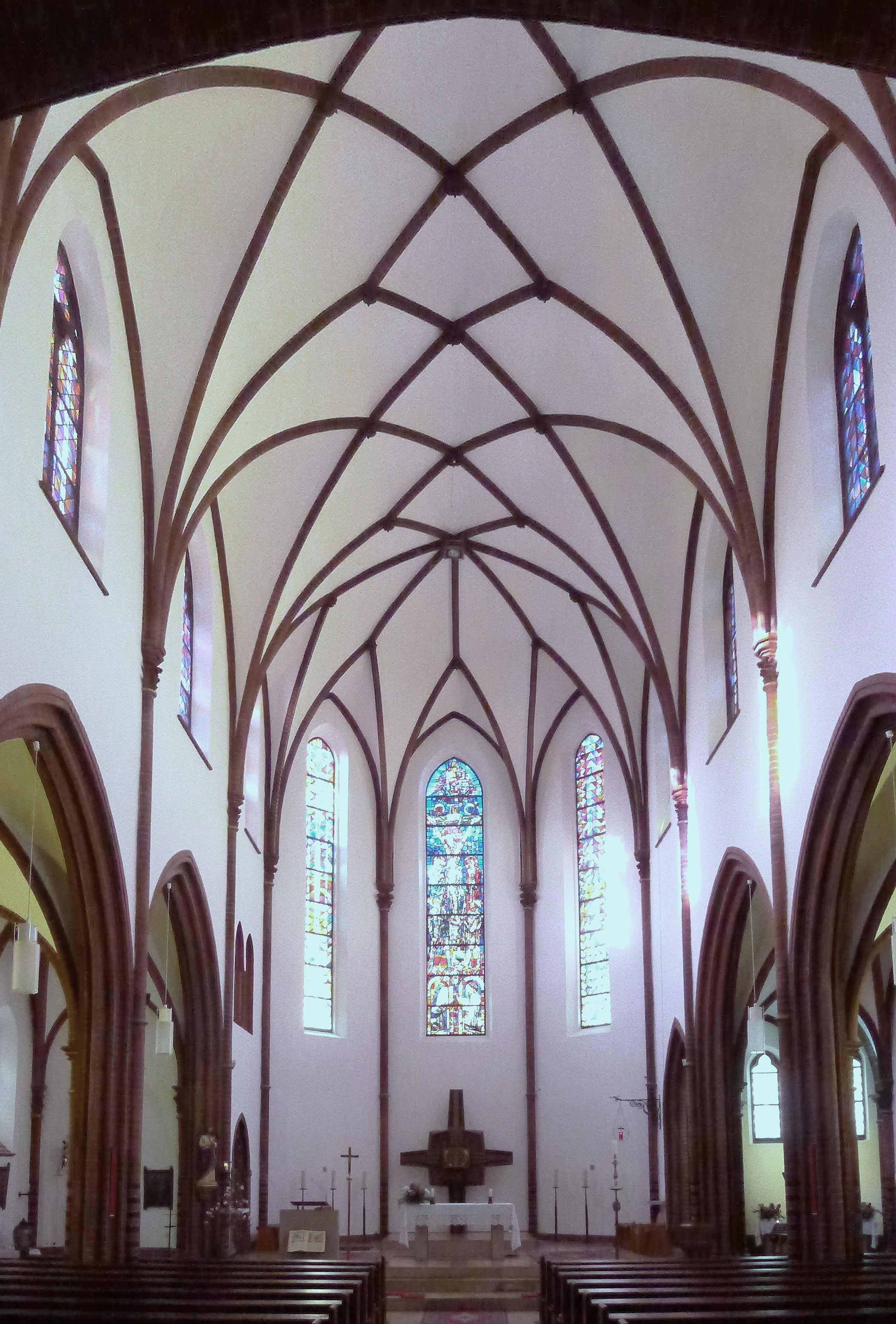
Mittelschiff

Die dreischiffige Pfeilerbasilika hat kein Querschiff. Neben dem Giebel des Mittelschiffs, vor dem rechten Seitenschiff steht der quadratische Glockenturm, vor dem linken ein Treppenturm, dessen Dach den Giebel des Mittelschiffs nicht überragt. Hinter dem rechten Seitenschiff ist eine Kapelle, hinter dem linken die Sakristei angebaut.

### Kirchenschiff
Der rechteckigen Vorbau hat ein spitzbogiges Portal, darüber ein krabbenbesetzter Wimperg mit hell verputzten Blenden. Die Herz-Jesu-Statue über dem Portal wurde im Jahr 2000 aufgestellt. Der hohe Ziergiebel des Mittelschiffs ist durch acht schmale Strebepfeiler gegliedert, zwischen denen sich Putzblenden und an den Außenseiten schlichte Maßwerkblenden befinden. Die Seitenwände des Mittelschiffs und die der Seitenschiffe haben ebenfalls Strebepfeiler. Das Kirchenschiff hat ein mit grauen Dachsteinen gedecktes Satteldach.
Die drei Joche des Kirchenraums tragen ein Kreuzrippengewölbe. Die kreuzrippengewölbten Joche der Seitenschiffe öffnen sich zum Mittelschiff, sodass der Eindruck von Kapellen entsteht.
Im Jahr 2004 wurde die Kirche innen renoviert, der gesamte Innenraum wurde weiß gestrichen. In der Apsis, über der Sakristei, wurden zwei zugemauerte Fenster wieder freigelegt. Am 23. Januar 2011 wurde die Weihnachtskrippe samt Figuren durch einen Brand zerstört. Infolge der starken Rauchentwicklung und der Löschwasserschäden wurde die Kirche unbenutzbar. Nach der Renovierung, die etwa 170.000 Euro kostete, wurde die Kirche am 13. August 2011 wieder eröffnet.

### Turm
Bis zur Traufhöhe des Kirchenschiffs sind an den äußeren Ecken des Turms Strebepfeiler angefügt. Über einem Gesims befinden sich auf drei Seiten zwei nebeneinander liegende spitzbogige Blendfenster, unter denen jeweils zwei kleine spitzbogige Blenden liegen. Über einem weiteren Gesims und dem Kranz einer spitzbogigen Zwerggalerie erhebt sich die oktogonale Glockenstube mit spitzbogigen Öffnungen, darüber Wimperge, die krabbenbesetzt sind, auf der Spitze eine Kreuzblume tragen und jeweils drei spitzbogige Blendfenster haben. Das spitze Zeltdach ist mit Kupfer gedeckt. In der Ecke zwischen Vorbau und Glockenturm schmiegt sich ein Treppenturm an.

### Glocken
1904/1905 und 1928 goss die Glockengießerei Otto aus Hemelingen/Bremen Bronzeglocken für die Herz-Jesu-Kirche. Von den drei Glocken von 1904/1905 wurden zwei dieser Glocken im Ersten Weltkrieg eingeschmolzen. Nur die kleine a-Glocke hat beiden Weltkriege überstanden. Am 20. Dezember 1928 wurden zwei neue Otto-Glocken eingeläutet, die aber 1941 für Kriegszwecke abgegeben werden mussten und eingeschmolzen wurden. Heute hängt nur eine Bronzeglocke von Otto im Turm. Sie hat ein Gewicht von 471 kg, einem Durchmesser von 92 cm und einer Höhe von 80 cm gegossen. Ihr Schlagton ist a. In der Schulter befindet sich ein Palmettenfries, darunter vier Stege. 

## Ausstattung

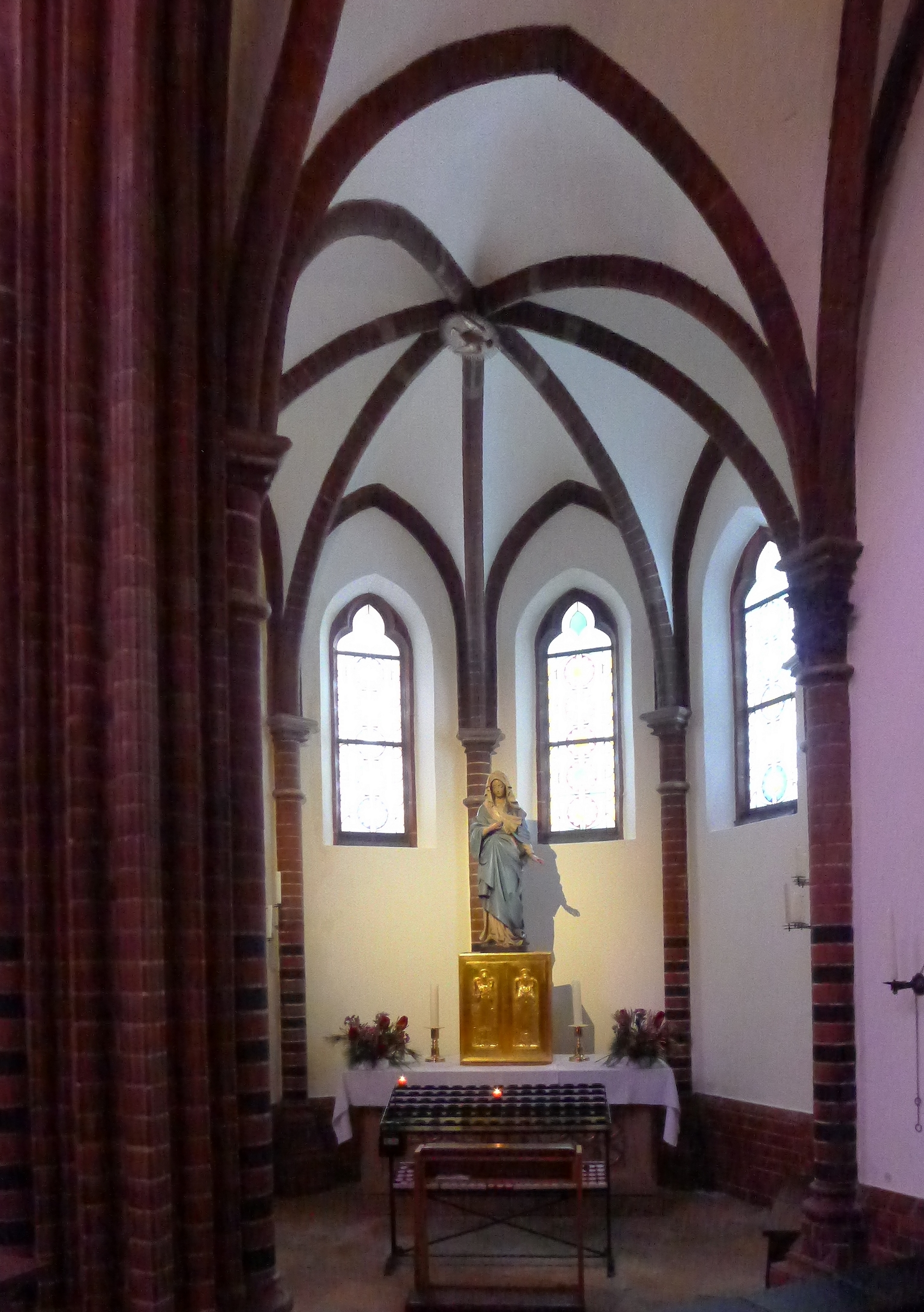
Marienkapelle

1936 erhielt die Kirche einen Altar aus Kalkstein und wurde konsekriert. Der Altarraum wurde zu Beginn der 1970er Jahre nach der Liturgiereform des Zweiten Vatikanischen Konzils umgestaltet. Aus dem alten Hochaltar wurde ein Ambo gefertigt. Für den Tabernakel wurde als Umrahmung ein großes Bronzekreuz gestaltet. Rechts steht im Altarraum der Priestersitz, links der Ambo. Auf einer Konsole an der linken Altarwand wurde eine alte, in Vergessenheit geratene Herz-Jesu-Statue aufgestellt. Diese, wie die übrigen Figuren, haben den Krieg überstanden. An der hinteren Wand des linken Seitenschiffs befindet sich hinter einer Holzverschalung, die am Karfreitag aufgeklappt wird, das Heilige Grab mit einer Christusfigur. Die Vierzehn Stationen des Kreuzwegs befinden sich je zur Hälfte an den Außenwänden des linken und rechten Seitenschiffs.
Das Taufbecken aus gebranntem Ton wurde bereits 1958 wieder im Chor aufgestellt.
Für die Apsis wurden neue Fenster geschaffen, die von Ludwig Peter Kowalski entworfen und dem Unternehmen Puhl & Wagner ausgeführt wurden. Diese zeigen die Kreuzigungsgruppe und die zwei großen Herz-Jesu-Verehrer des 17. Jahrhunderts, die heiligen Margareta Maria Alacoque und Johannes Eudes.

### Marienkapelle

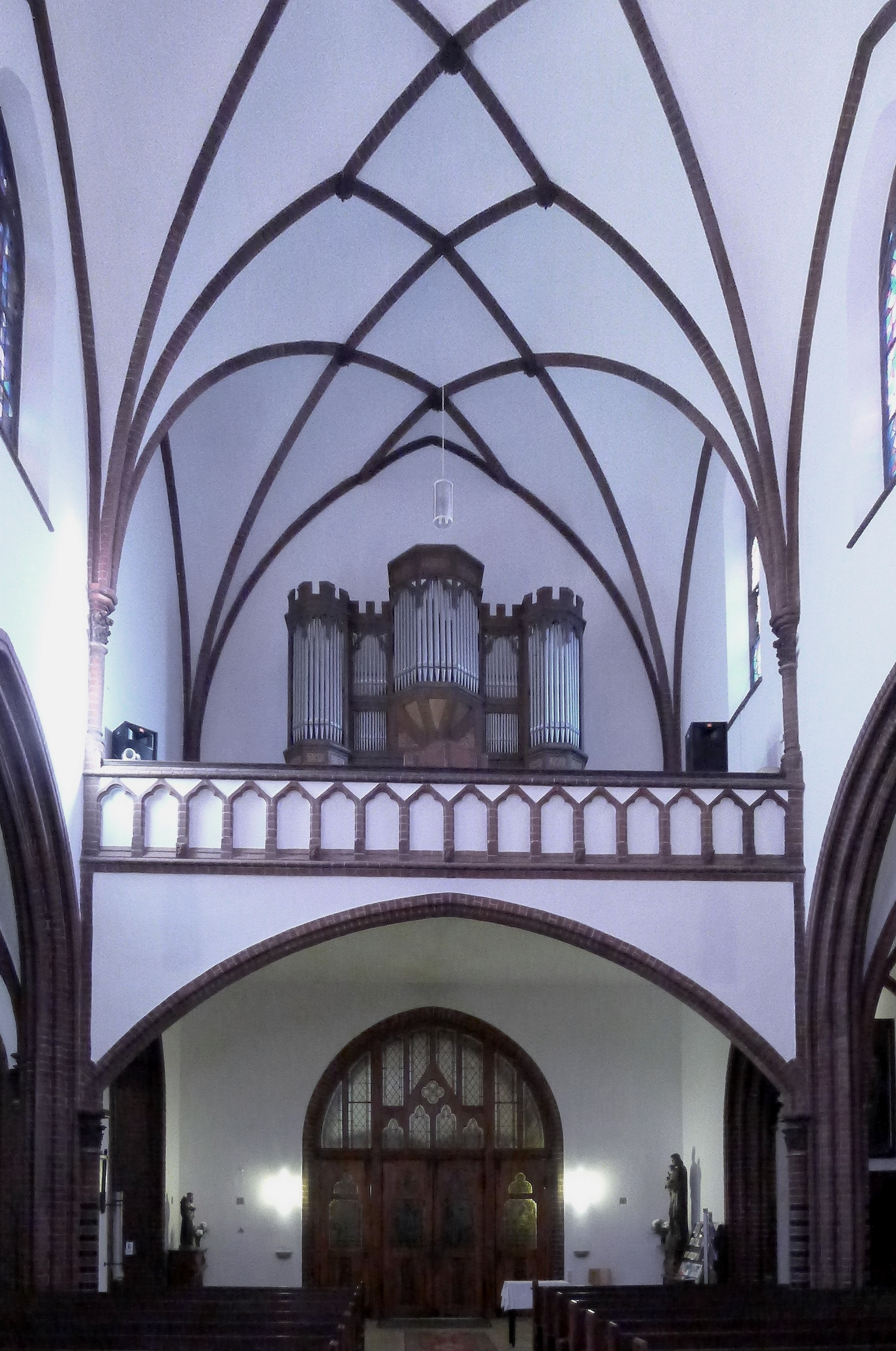
Orgelempore

Am Ende des rechten Seitenschiffs befindet sich auf 5/8-Grundriss die Marienkapelle, die außen eigene Umfassungsmauern mit einem Zeltdach hat. Im Jahr 2000 begann die Renovierung der Marienkapelle. Drei Fenster wurden freigelegt und erhielten 2002 von Paul Corazolla gestaltete Bleiglasfenster.

### Gedenkstätte
Am 28. August 2002 wurde in der Turmhalle, die vor dem rechten Seitenschiff liegt, die neu gestaltete Kapelle eingeweiht. Zwei große Gedenktafeln, die an die Opfer des Ersten Weltkriegs erinnerten und im Keller lagerten, wurden an der Rückwand angebracht und darunter durch zwei Gedenktafeln ergänzt, die linke für die Gefallenen des Zweiten Weltkriegs und allen Opfern von Hass und Terror, die rechte für die Märtyrer des 20. Jahrhunderts, Dietrich Bonhoeffer, Edith Stein, Bernhard Lichtenberg, Franz Jägerstätter, Roman Karl Scholz und Alfred Delp. Die Pietà erhielt an der Seitenwand einen neuen Platz. Auf ihre Darstellung bezogen wird die neue Gedenkstätte Kapelle der schmerzhaften Mutter genannt.

### Orgel
1908 erhielt die Kirche ihre erste Orgel mit zwei Manualen und 20 Registern, erbaut von Schlag & Söhne. Der neogotische Prospekt auf der Empore blieb im Wesentlichen erhalten und umkleidet noch die jetzige Orgel, die aufgrund von technischen Mängeln im Jahr 1929 unter Verwendung der alten Orgelpfeifen von G. F. Steinmeyer & Co. gebaut wurde. Es entstand eine romantische Orgel mit 23 klingenden Registern.
Im Schwellwerk und Pedal wurden später Ergänzungen vorgenommen. Ab 1965 wurde die Orgel ohne Rücksicht auf historische Aspekte umgebaut. Dabei wurden alle Pfeifen zu einem neobarocken Klangbild umintoniert.
Im Jahr 1998 wurde mit der Wartung der Orgel Jehmlich Orgelbau Dresden beauftragt. Der Gesamtzustand der Orgel blieb allerdings in technischer und klanglicher Hinsicht unbefriedigend, weil das Innere der Orgel durch Renovierungsarbeiten an der Kirche stark verschmutzt worden war. Wegen der finanziellen Lage des Erzbistums Berlin konnte für die Rekonstruktion der Orgel kein Geld bereitgestellt werden.
Durch den Brand am 23. Januar 2011 war die Orgel durch Ruß unbespielbar geworden. Zur Instandsetzung musste jede der 1746 Pfeifen der Orgel ausgebaut, zu der von Friedrich Fleiter gegründeten Orgelbau-Firma gebracht, dort speziell gereinigt und wieder eingebaut werden. Anschließend musste die Orgel, trotz Vorintonierung bei der Orgelfirma, neu intoniert werde. Die Arbeiten kosteten rund 70.000 Euro.
| I Hauptwerk C–g3 |              |        |   |
| 1.               | Bourdon      | 16′    |   |
| 2.               | Principal    | 08′    |   |
| 3.               | Hohlflöte    | 08′    | N |
| 4.               | Dolce        | 08′    | S |
| 5.               | Oktave       | 04′    |   |
| 6.               | Holzflöte    | 04′    |   |
| 7.               | Waldflöte    | 02′    |   |
| 8.               | Mixtur II–IV | 02 ⁄3′ |   |
| 9.               | Trompete     | 08′    |   |

| II Schwellwerk C–g3 |                 |         |   |
| 10.                 | Gedackt         | 16′     |   |
| 11.                 | Flötenprincipal | 08′     |   |
| 12.                 | Holzgedackt     | 08′     |   |
| 13.                 | Salicional      | 08′     |   |
| 14.                 | Vox celeste     | 08′     | S |
| 15.                 | Flöte           | 04′     |   |
| 16.                 | Fugara          | 04′     |   |
| 17.                 | Nasard          | 02 ⁄3′  |   |
| 18.                 | Flageolett      | 02′     |   |
| 19.                 | Terz            | 01 3⁄5′ |   |
| 20.                 | Zimbel III      | 01′     |   |
| 21.                 | Oboe            | 08′     |   |
|                     | Tremulant       |         |   |

| Pedalwerk C–f1 |              |     |
| 22.            | Violon       | 16′ |
| 23.            | Subbass      | 16′ |
| 24.            | Gedacktflöte | 08′ |
| 25.            | Choralbass   | 04′ |
| 26.            | Posaune      | 16′ |

- Koppeln:
  - Normalkoppeln: II/I, I/P, II/P
  - Superoktavkoppeln: II (ausgebaut)
  - Suboktavkoppeln: II
- Spielhilfen: Registerschweller, Schwelltritt II, Pianopedal zu II
- Anmerkungen:
  - N = Neues Register (2011)
  - S = Von Steinmeyer Register (1929)

## Kirchen der Gemeinde
Zur Kirchengemeinde gehören noch die Kirchen St. Joseph und St. Marien sowie die Kapelle St. Agnes.